# Riz kalanamak

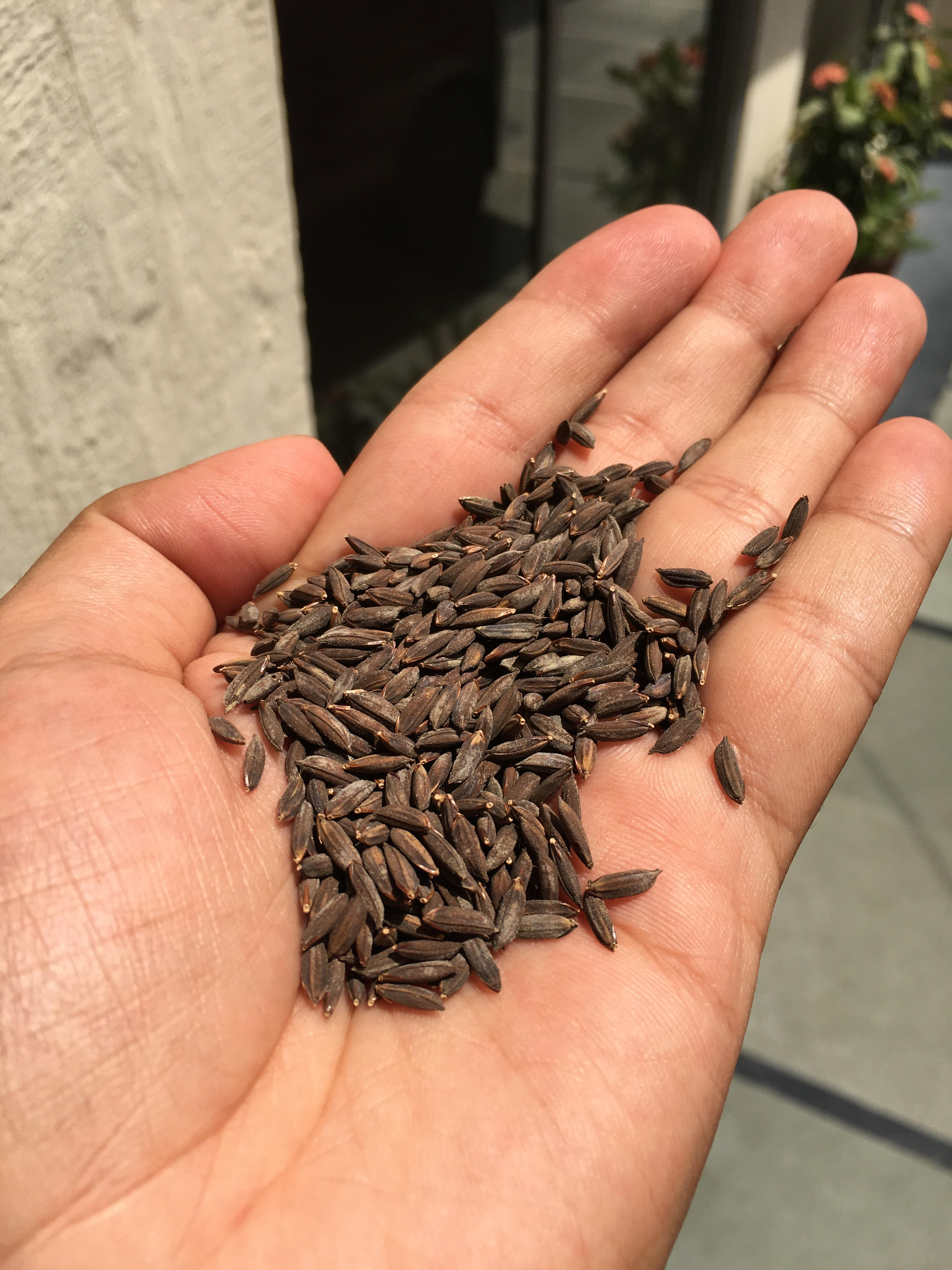
Grains de riz kalanamak.

Le riz kalanamak est une variété de riz indienne. C'est un riz parfumé de qualité, qui tire son nom de l'enveloppe noire des grains (kala signifie  « noir » et le suffixe namak, « sel »). Cette variété est cultivée depuis la période bouddhiste (600 avant J.-C.). Son aire d'origine se situe dans le district de Sidhartha Nagar de l'Uttar Pradesh (Inde). Ce riz a été présenté dans le livre « Speciality rices of the world » (riz de spécialité du monde) de l'Organisation des Nations unies pour l'alimentation et l'agriculture (FAO).